# 唆兒哈罕
唆兒哈罕（?—?），蒙古帝国（元朝）公主，太宗窝阔台之女。与窝阔台的母亲孛儿帖的家族弘吉剌部通婚。
也速不花嫁给弘吉剌部的纳合驸马，纳合是孛兒帖兄弟按陳的孙子。元太宗乃马真后三年（1244年）五月，鲁国公主唆儿哈罕和驸马纳合差使臣赵国安并妻马氏向地方山西官员宣懿旨：于玄中寺作水陆会三昼夜，告天祈福。并将懿旨交付惠信长老收执，仰其余官员人等，并不得故意作闹，无得违错。旨意刻石后安置于玄中寺山门。 